# Großer Preis von Belgien 1970
Der Große Preis von Belgien 1970 (offiziell XXIX Grand Prix de Belgique) fand am 7. Juni auf dem Circuit de Spa-Francorchamps in Spa statt und war das vierte Rennen der Automobil-Weltmeisterschaft 1970.

## Berichte

### Hintergrund
Im Vorjahr war das Rennen auf der sehr schnellen und kaum gesicherten Strecke von Spa-Francorchamps von den Fahrern boykottiert worden, so dass der Große Preis von Belgien ausfallen musste. Als Folge wurden daraufhin im Bereich der am gefährlichsten erscheinenden Streckenabschnitte Leitplanken installiert. Aufgrund dessen kehrte die Formel 1 1970 noch einmal auf die 14,1 Kilometer lange Strecke zurück, für die Zukunft wurde sie aber trotz der Leitplanken und einer Bremsschikane im Bereich der ehemals extrem schnellen Malmedy-Kurve als zu gefährlich eingestuft. Somit fand an diesem Wochenende zum letzten Mal in der Formel-1-Geschichte ein Rennen auf einem Hochgeschwindigkeitskurs ohne Auslaufzonen statt.
Der bereits für das Rennen gemeldete Bruce McLaren war fünf Tage zuvor bei Testfahrten mit einem CanAm-Rennwagen seines eigenen Teams in Goodwood tödlich verunglückt. Am Wochenende davor hatte sich der McLaren-Werksfahrer Denis Hulme in Indianapolis bei einem Unfall im Training zum 500-Meilen-Rennen Brandverletzungen an den Händen zugezogen. Pläne, ihn beim Belgien-GP durch Peter Gethin zu ersetzen, wurden fallen gelassen, da das Team aufgrund des tragischen Todes von Teamgründer McLaren letztendlich überhaupt nicht antrat.
Johnny Servoz-Gavin hatte seine Formel-1-Karriere nach dem Großen Preis von Monaco beendet, da er sich nicht vollständig von einer Augenverletzung erholte, die er sich im Winter 1969/70 zugezogen hatte. Ken Tyrrell verpflichtete zunächst keinen Ersatzfahrer, so dass Jackie Stewart an diesem Wochenende als einziger Fahrer für das Team startete.
Ferrari setzte erstmals in dieser Saison neben dem Fahrzeug von Jacky Ickx einen zweiten Werkswagen ein, der von Ignazio Giunti pilotiert wurde.

### Training
Die Lotus-Werksfahrer Jochen Rindt und John Miles setzten im Training sowohl den neuen Lotus 72 als auch das inzwischen als etwas veraltet geltende Modell 49 ein. Miles pilotierte den neuen Wagen auch im Rennen, während Rindt sich für den ausgereifteren Typ 49 entschied. Die March-Fahrer Stewart und Chris Amon belegten die Startplätze eins beziehungsweise drei und rahmten somit Jochen Rindt in der ersten Startreihe ein.

### Rennen
Nach dem Start übernahm zunächst Rindt die Führung, wurde aber bereits im Verlauf der ersten Runde von Amon und wenig später von Stewart überholt. Letzterer überholte in der zweiten Runde auch Amon, dieser konnte jedoch in der dritten Runde die Führung zurückerobern. In der Zwischenzeit kämpfte sich Pedro Rodríguez an Rindt vorbei und überholte wenig später auch die beiden Führenden. Amon konnte zunächst den Anschluss halten, fiel aber schließlich leicht zurück.
Rodríguez gewann zum insgesamt zweiten Mal nach dem Großen Preis von Südafrika 1967 einen Weltmeisterschaftslauf der Formel 1. Es war sowohl für ihn als auch für den Reifenhersteller Dunlop der letzte Grand-Prix-Sieg.
Henri Pescarolo und Joseph Siffert erreichten das Ziel nicht, da sie in den letzten Runden wegen technischen Defekten ausfielen. Aufgrund der zurückgelegten Distanz wurden sie dennoch gewertet. Der vom letzten Platz gestartete Pescarolo erhielt als Sechstplatzierter sogar einen WM-Punkt.

## Meldeliste
| Team                            | Nr. | Fahrer               | Chassis       | Motor                    | Reifen |
| ------------------------------- | --- | -------------------- | ------------- | ------------------------ | ------ |
| Yardley Team B.R.M.             | 01  | Pedro Rodríguez      | BRM P153      | BRM P142 3.0 V12         | D      |
| Yardley Team B.R.M.             | 02  | Jackie Oliver        | BRM P153      | BRM P142 3.0 V12         | D      |
| Frank Williams Racing Cars      | 07  | Piers Courage        | De Tomaso 505 | Ford Cosworth DFV 3.0 V8 | D      |
| Tom Wheatcroft Racing           | 08  | Derek Bell           | Brabham BT26A | Ford Cosworth DFV 3.0 V8 | G      |
| March Engineering               | 09  | Joseph Siffert       | March 701     | Ford Cosworth DFV 3.0 V8 | F      |
| March Engineering               | 10  | Chris Amon           | March 701     | Ford Cosworth DFV 3.0 V8 | F      |
| Tyrrell Racing Organisation     | 11  | Jackie Stewart       | March 701     | Ford Cosworth DFV 3.0 V8 | D      |
| Antique Automobiles Racing Team | 14  | Ronnie Peterson      | March 701     | Ford Cosworth DFV 3.0 V8 | G      |
| Motor Racing Developments       | 18  | Jack Brabham         | Brabham BT33  | Ford Cosworth DFV 3.0 V8 | G      |
| Auto Motor und Sport            | 19  | Rolf Stommelen       | Brabham BT33  | Ford Cosworth DFV 3.0 V8 | G      |
| Gold Leaf Team Lotus            | 20  | Jochen Rindt         | Lotus 72C     | Ford Cosworth DFV 3.0 V8 | F      |
| Gold Leaf Team Lotus            | 20  | Jochen Rindt         | Lotus 49C     | Ford Cosworth DFV 3.0 V8 | F      |
| Gold Leaf Team Lotus            | 21  | John Miles           | Lotus 49C     | Ford Cosworth DFV 3.0 V8 | F      |
| Gold Leaf Team Lotus            | 21  | John Miles           | Lotus 72B     | Ford Cosworth DFV 3.0 V8 | F      |
| World Wide Racing               | 22  | Àlex Soler-Roig      | Lotus 72C     | Ford Cosworth DFV 3.0 V8 | F      |
| Rob Walker Racing Team          | 23  | Graham Hill          | Lotus 49C     | Ford Cosworth DFV 3.0 V8 | F      |
| Equipe Matra Elf                | 25  | Jean-Pierre Beltoise | Matra MS120   | Matra MS12 3.0 V12       | G      |
| Equipe Matra Elf                | 26  | Henri Pescarolo      | Matra MS120   | Matra MS12 3.0 V12       | G      |
| Scuderia Ferrari SpA SEFAC      | 27  | Jacky Ickx           | Ferrari 312B  | Ferrari 001 3.0 F12      | F      |
| Scuderia Ferrari SpA SEFAC      | 28  | Ignazio Giunti       | Ferrari 312B  | Ferrari 001 3.0 F12      | F      |

Anmerkungen
1. ↑  Rindt fuhr den Lotus 72C nur im Training.
2. ↑  Miles fuhr den Lotus 49C nur im Training.

## Klassifikationen

### Startaufstellung
| Pos. | Fahrer               | Konstrukteur   | Zeit   | Ø-Geschwindigkeit | Start |
| ---- | -------------------- | -------------- | ------ | ----------------- | ----- |
| 01   | Jackie Stewart       | March-Ford     | 3:28,0 | 244,038 km/h      | 01    |
| 02   | Jochen Rindt         | Lotus-Ford     | 3:30,1 | 241,599 km/h      | 02    |
| 03   | Chris Amon           | March-Ford     | 3:30,3 | 241,369 km/h      | 03    |
| 04   | Jacky Ickx           | Ferrari        | 3:30,7 | 240,911 km/h      | 04    |
| 05   | Jack Brabham         | Brabham-Ford   | 3:31,5 | 240,000 km/h      | 05    |
| 06   | Pedro Rodríguez      | B.R.M.         | 3:31,6 | 239,887 km/h      | 06    |
| 07   | Rolf Stommelen       | Brabham-Ford   | 3:32,0 | 239,434 km/h      | 07    |
| 08   | Ignazio Giunti       | Ferrari        | 3:32,4 | 238,983 km/h      | 08    |
| 09   | Ronnie Peterson      | March-Ford     | 3:32,8 | 238,534 km/h      | 09    |
| 10   | Joseph Siffert       | March-Ford     | 3:32,9 | 238,422 km/h      | 10    |
| 11   | Jean-Pierre Beltoise | Matra          | 3:32,9 | 238,422 km/h      | 11    |
| 12   | Piers Courage        | De Tomaso-Ford | 3:33,0 | 238,310 km/h      | 12    |
| 13   | John Miles           | Lotus-Ford     | 3:33,8 | 237,418 km/h      | 13    |
| 14   | Jackie Oliver        | B.R.M.         | 3:34,2 | 236,975 km/h      | 14    |
| 15   | Derek Bell           | Brabham-Ford   | 3:36,2 | 234,783 km/h      | 15    |
| 16   | Graham Hill          | Lotus-Ford     | 3:37,0 | 233,917 km/h      | 16    |
| 17   | Henri Pescarolo      | Matra          | 3:37,1 | 233,809 km/h      | 17    |
| DNQ  | Àlex Soler-Roig      | Lotus-Ford     | 3:52,7 | 218,135 km/h      | —     |

### Rennen
| Pos. | Fahrer               | Konstrukteur   | Runden | Stopps | Zeit       | Start | Schnellste Runde |
| ---- | -------------------- | -------------- | ------ | ------ | ---------- | ----- | ---------------- |
| 01   | Pedro Rodríguez      | B.R.M.         | 28     | 0      | 1:38,10,1  | 06    | 3:27,6           |
| 02   | Chris Amon           | March-Ford     | 28     | 0      | + 1,1      | 03    | 3:27,4 (27.)     |
| 03   | Jean-Pierre Beltoise | Matra          | 28     | 0      | + 1:43,7   | 11    | 3:31,2           |
| 04   | Ignazio Giunti       | Ferrari        | 28     | 0      | + 2:38,5   | 08    | 3:30,5           |
| 05   | Rolf Stommelen       | Brabham-Ford   | 28     | 0      | + 3:31,8   | 07    | 3:34,6           |
| 06   | Henri Pescarolo      | Matra          | 27     | 0      | DNF        | 17    | 3:32,2           |
| 07   | Joseph Siffert       | March-Ford     | 26     | 0      | DNF        | 10    | 3:35,2           |
| 08   | Jacky Ickx           | Ferrari        | 26     | 1      | + 2 Runden | 04    | 3:31,3           |
| –    | Ronnie Peterson      | March-Ford     | 20     | 1      | NC         | 09    | 3:33,0           |
| –    | Jack Brabham         | Brabham-Ford   | 19     | 0      | DNF        | 05    | 3:29,5           |
| –    | Graham Hill          | Lotus-Ford     | 19     | 1      | DNF        | 16    | 3:38,7           |
| –    | Jackie Stewart       | March-Ford     | 14     | 1      | DNF        | 01    | 3:31,9           |
| –    | John Miles           | Lotus-Ford     | 13     | 0      | DNF        | 13    | 3:37,9           |
| –    | Jochen Rindt         | Lotus-Ford     | 10     | 0      | DNF        | 02    | 3:30,7           |
| –    | Jackie Oliver        | B.R.M.         | 7      | 0      | DNF        | 14    | 3:32,4           |
| –    | Piers Courage        | De Tomaso-Ford | 4      | 0      | DNF        | 12    | 3:35,5           |
| –    | Derek Bell           | Brabham-Ford   | 1      | 0      | DNF        | 15    | 4:41,1           |

## WM-Stände nach dem Rennen
Die ersten sechs des Rennens bekamen 9, 6, 4, 3, 2, 1 Punkt(e). Die besten sechs Ergebnisse der ersten sieben und die besten fünf der letzten sechs Rennen zählten zur Meisterschaft. In der Konstrukteurswertung zählten dabei nur die Punkte des bestplatzierten Fahrers eines Teams.

### Fahrerwertung
| Pos. | Fahrer               | Konstrukteur | Punkte |
| ---- | -------------------- | ------------ | ------ |
| 01   | Jack Brabham         | Brabham-Ford | 15     |
| 02   | Jackie Stewart       | March-Ford   | 13     |
| 03   | Pedro Rodríguez      | B.R.M.       | 10     |
| 04   | Jochen Rindt         | Lotus-Ford   | 9      |
| 05   | Denis Hulme          | McLaren-Ford | 9      |
| 06   | Jean-Pierre Beltoise | Matra        | 7      |
| 07   | Chris Amon           | March-Ford   | 6      |
| 08   | Bruce McLaren †      | McLaren-Ford | 6      |
| 09   | Graham Hill          | Lotus-Ford   | 6      |
| 10   | Henri Pescarolo      | Matra        | 5      |
| 11   | Mario Andretti       | March-Ford   | 4      |
| 12   | Ignazio Giunti       | Ferrari      | 3      |
| 13   | John Miles           | Lotus-Ford   | 2      |

| Pos. | Fahrer              | Konstrukteur   | Punkte |
| ---- | ------------------- | -------------- | ------ |
| 14   | Johnny Servoz-Gavin | March-Ford     | 2      |
| 15   | Rolf Stommelen      | Brabham-Ford   | 2      |
| 16   | Ronnie Peterson     | March-Ford     | 0      |
| 17   | John Love           | Lotus-Ford     | 0      |
| 18   | Joseph Siffert      | Brabham-Ford   | 0      |
| 19   | Jacky Ickx          | Ferrari        | 0      |
| 20   | Peter de Klerk      | Lotus-Ford     | 0      |
| 21   | Dave Charlton       | Lotus-Ford     | 0      |
| –    | John Surtees        | McLaren-Ford   | 0      |
| –    | George Eaton        | B.R.M.         | 0      |
| –    | Piers Courage       | De Tomaso-Ford | 0      |
| –    | Jackie Oliver       | B.R.M.         | 0      |
| –    | Derek Bell          | Brabham-Ford   | 0      |

### Konstrukteurswertung
| Pos. | Konstrukteur | Punkte |
| ---- | ------------ | ------ |
| 01   | March-Ford   | 19     |
| 02   | Brabham-Ford | 17     |
| 03   | McLaren-Ford | 15     |
| 04   | Lotus-Ford   | 14     |

| Pos. | Konstrukteur   | Punkte |
| ---- | -------------- | ------ |
| 05   | Matra          | 11     |
| 06   | B.R.M.         | 10     |
| 07   | Ferrari        | 3      |
| –    | De Tomaso-Ford | 0      |